# Baza podataka konzerviranih domena
Baza podataka konzerviranih domena (CDD) je baza podataka dokumentovanih modela poravnavanja višestrukih sekvenci i modela izvedenih putem pretraživanja baze, za drevne domene i proteine pune dužine.

## Sadržaj baze podataka
CDD sadržaj obuhvata NCBI ručno obrađene modele domena, kao i modele unesene iz brojnih spoljašnjih izvora (Pfam, SMART, COG, PRK, TIGRFAM). Jedinstvena karakteristka NCBI revidiranih domena je da se koriste 3D-strukturne informacije da se eksplicitno definišu granice domena, poravnaju blokovi, korijugu detalji poravnavanja, i pruži uvid u odnose sekvence, strukture i funkcije. Ručno tretirani modeli su organizovani u hijerarhiju, kad se opisuju familije domena koje imaju zajedničko poreklo.

## Spoljašnje veze
- „Conserved Domains Database (CDD) and Resource Group”. United States National Center for Biotechnology Information.